# ائتلاف (بديع)
ائتلاف اللفظ مع اللفظ عند أهل البديع أن تكون الألفاظ يلائم بعضها بعضا، بأن يقرن الغريب بمثله والمتداول بمثله رعاية لحسن الجوار والمناسبة. ائتلاف اللفظ مع المعنى أن تكون ألفاظ الكلام ملائمة للمعنى المراد، فإن كان فخما كانت ألفاظه مفخمة أو جزلا فجزلة أو غريبا فغريبة أو متداولا فمثله أو متوسطا بين الغرابة والاستعمال فكذلك.